# Chrysosplenium glossophyllum
Chrysosplenium glossophyllum är en stenbräckeväxtart som beskrevs av Hiroshi Hara. Chrysosplenium glossophyllum ingår i släktet gullpudror, och familjen stenbräckeväxter. Inga underarter finns listade i Catalogue of Life.